# Liste des organismes d'intérêt public belges de catégorie A
Cette page liste les organismes appartenant à la catégorie A selon l'article 1 de la loi belge du 16 mars 1954 relative au contrôle de certains organismes d'intérêt public. La catégorie A regroupe une série d'O.I.P. dont le degré d'autonomie est le plus limité, et qui sous l’autorité directe (et non par tutelle) d’un ou plusieurs ministre(s) ou d'un gouvernement.
- Agence fédérale d'accueil des demandeurs d'asile[1]
- Agence fédérale des médicaments et des produits de santé[1]
- Agence fédérale pour la sécurité de la chaîne alimentaire[1]
- Agence wallonne pour la promotion d'une agriculture de qualité[1]
- Bruxelles-Propreté, Agence régionale pour la propreté[1]
- Bureau fédéral du Plan[1]
- Centre d'informatique pour la région bruxelloise[1]
- Commissariat général au tourisme (Région wallonne)[1]
- Commissariat général aux relations internationales[1]
- Fonds de financement pour le désendettement et les dépenses d'investissement uniques[1]
- Fonds de réinsertion[1]
- Fonds de réserve de la Région de Bruxelles-capitale[1]
- Fonds d'égalisation des budgets de la Région Wallonne[1]
- Fonds flamand d'assurance soins[1]
- Fonds flamand d'Egalisation des intérêts[1]
- Fonds flamand de Financement visant le redressement financier des communes[1]
- Fonds flamand d'infrastructure affectée aux matières personnalisables[1]
- Fonds pour le financement de la politique de l'eau[1]
- Fonds régional bruxellois de refinancement des trésoreries communales[1]
- Fonds Rubicon[1]
- Institut bruxellois pour la gestion de l'environnement[1]
- Institut d'encouragement de la recherche scientifique et de l'innovation de Bruxelles[1]
- Institut d'hygiène et d'épidémiologie[1]
- Institut du patrimoine wallon[1]
- Institut national de recherche sur les conditions de travail[1]
- Institut scientifique de Service public (ISSeP)[2]
- Institut wallon de l'évaluation, de la prospective et de la statistique[1]
- Office central d'action sociale et culturelle[1]
- Régie des bâtiments[1]
- Service de perception de la redevance radio et télévision de la Communauté française[1]
- Service des Pensions du Secteur public[1]
- Service d'incendie et d'aide médicale urgente de la région de Bruxelles-Capitale[1]
- Service redevance radio-télévision dans la Région bilingue de Bruxelles-Capitale[1]
- Société flamande de l'Environnement[1]